# Cothiemuir Hill

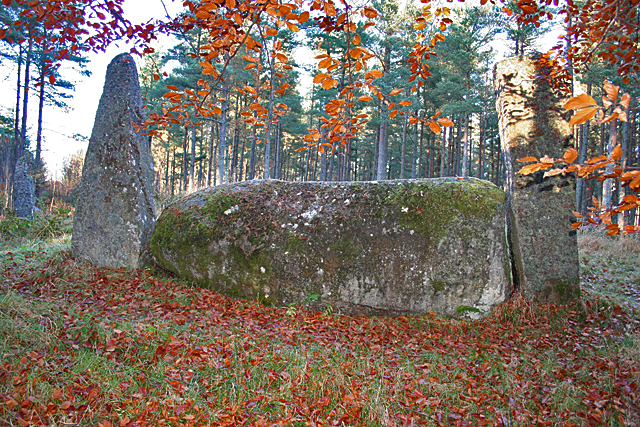
Der Steinkreis im Cothiemuir Wood

Cothiemuir Hill (auch Devil’s Hoofmarks; deutsch „des Teufels Hufspur“ genannt) im Cothiemuir Wood bei Keig in Aberdeenshire in Schottland ist der Rest eines Steinkreises vom Typ Recumbent Stone Circle (RSC) auf einer Lichtung im Wald. Merkmal der RSC ist ein „liegender Stein“, der von zwei stehenden, hohen, oft spitz zulaufenden „Flankensteinen“ begleitet wird, die sich innerhalb des Kreises oder nahe am Kreis befinden.

## Beschreibung
Einige der einst zwölf Kreissteine aus rotem Granit stehen, andere sind verkippt, zerbrochen oder fehlen. Der mit Schälchen (englisch cups) versehene ruhende Stein aus Basalt wiegt etwa 20 Tonnen und ist mit 4,2 m der zweitlängste seiner Gattung (länger sind der von Old Keig und vom Steinkreis Kirkton of Bourtie). Die Flankensteine sind 2,7 bzw. 2,9 m hoch. Im Zentrum des Kreises von etwa 20,0 m Durchmesser befindet sich eine Grube, die durch einen Granitblock von etwa 1,2 × 1,5 m bedeckt wird. 
Die Kreise dieses Typs datieren in das ausgehende Neolithikum bzw. die beginnende Bronzezeit. In den letzten Jahren hat sich vor allem Richard Bradley um die Erforschung der Gattung verdient gemacht.
In der Nähe liegen die stärker gestörten Steinkreise „Deer Park“ und „Whitehill Wood“.

## Die Steinkreise am River Dee
Die Steinkreise von Deeside bilden eine Gruppe von Recumbent Stone Circles (RSC). Ungefähr 100 von ihnen wurden zwischen 2500 und 1500 v. Chr. in Aberdeenshire errichtet. Die Ensembles der „ruhenden Steine“ liegen in der Regel im Südosten und (normalerweise) auf dem Ringverlauf.